# Лангтанг-Ри
Лангтанг-Ри (непальск. लाङटाङ री; хинди लांगटांग री) — вершина в Гималаях. Расположена на границе между непальской зоной Багмати и Тибетским автономным районом Китая. Является частью группы вершин, в которую входят Шишабангма (8027 м) и Поронг-Ри (7292 м).

## Восхождения
Вершина была впервые покорена через южный хребет японско-непальской экспедицией во главе с Хидэюки Уэмацу. 20 сентября 1981 года альпинисты разбили базовый лагерь. 30 сентября, сразу после сильнейшего шторма, был разбит лагерь №2. 2 октября они вернулись в базовый лагерь на несколько дней отдыха. 10 октября японцы Нобору Ямада, Макихиро Вакао, Соити Насу и непалец Анг Ринджи Шерпа достигли вершины.